# Los Lobos
Los Lobos (Inglés: The Wolves) es una banda méxicoestadounidense de rock chicano. Su versión de "La Bamba" (1987) logró llegar a la cima del Billboard Hot 100, convirtiéndolos en el primer acto de origen mexicano y con una canción completamente en español en dominar dicho listado.
integrada por Steve Berlin, David Hidalgo, Conrad Lozano, Louie Pérez, César Rosas y Enrique “Bugs” González, todos de origen méxico-americano. Sus influencias provienen del rock and roll, Tex-Mex, country, folk, rhythm & blues, blues, cumbia, son caribeño, bolero y estilos de música tradicional mexicana, como el norteño. A raíz de su amplia variedad de estilos, la banda representa un ejemplo del mestizaje musical americano.
En su discografía se encuentran sonidos con raíces negras, hispanoamericanas, caribeñas y anglosajonas, e incluso en ciertos temas se perciben ecos de la música cajún.  Aunque el idioma predominante de su discografía es el inglés, el castellano tiene una presencia destacable. Han llegado a grabar temas en versiones inglesa y castellana, como por ejemplo en "Beautiful María of My Soul" y "Cumbia Raza".
En 2015, fueron nominados para ingresar al Salón de la Fama del Rock and Roll, y en 2018, fueron incluidos en el Salón de la Fama de Austin City Limits.

## Historia
La banda tiene sus antecedentes en los años sesenta, cuando David Hidalgo y Louie Pérez interpretaban éxitos del momento, aunque Los Lobos fue oficialmente fundado en 1973. Es a partir de los años setenta cuando comienzan a fusionar la música tradicional mexicana con ritmos y sonidos  más en la línea del rock, siendo determinante en su carrera la inclusión de la canción La Bamba en la película del mismo título que narra la historia de Ritchie Valens, la cual llegó al primer lugar de la lista de sencillos Billboard en 1987.
La consagración definitiva de este grupo llega en 1983, con el disco Anselma, disco con el que conseguirían el Grammy en 1984. En 1986 colaboran como músicos de sesión en el tema de Paul Simon "All Around the World", incluido en su álbum Graceland.
Desde la colaboración musical en la película "La Bamba", la trayectoria artística de Los Lobos corrió paralela al mundo del cine. Otros títulos en los que se incluyeron temas interpretados por la banda fueron "Los Reyes del Mambo" con "Beautiful Maria of My Soul" o "Bella María de mi Alma", pues hicieron una versión inglesa y otra en español. "Desperado" y temas producidos por Disney, como "The Jungle Book", "Robin Hood", "The Enchanted Tiki Room", "The Haunted Mansion)", "Toy Story", "Summer Magic", "101 Dalmatians", "Pinocchio" y "Lady and the Tramp" se recopilaron en 2009 en el álbum Los Lobos Goes Disney, lanzada por Walt Disney Records, sin embargo fueron eliminadas las versiones en español. Los Lobos compusieron e interpretaron el tema principal de la serie "Handy Manny" o "Manny Manitas" en la versión doblada al español (también producida por Disney) y los créditos finales de Los Simpsons.
Lanzaron un álbum independiente Los Lobos del Este de Los Ángeles (Just Another Band from East L.A.) en 1978 y un EP, ...And a Time to Dance, en 1983.
Tuvieron una participación en la película mexicana El Infierno (2010) de Luis Estrada Rodríguez y protagonizada por Damián Alcázar, con las canciones "México-Americano", "Serenata Norteña" y "Prenda del alma".

## Influencia en videojuegos
En Guitar Hero World Tour se incluyó la versión de Los Lobos de "La Bamba", original de Ritchie Valens. Esta misma canción aparece en el juego portátil "Guitar Hero on Tour: Decades" para el Nintendo DS. Además, su versión de "Come On Let's Go", también de Ritchie Valens, aparece en el videojuego de la película Cars.
[cita requerida]

## Miembros
- David Hidalgo - voz principal y coros, guitarra, acordeón, violín y requinto jarocho (1973-presente)
- César Rosas - guitarra, bajo sexto y coros (1973-presente)
- Conrad Lozano - bajo, guitarrón y coros (1974-presente)
- Steve Berlin - teclados y instrumentos de vientos (1984-presente)
- Louie Pérez - batería, guitarra, jarana huasteca y coros (1973-presente)

## Discografía

### Álbumes de estudio
- Los Lobos del Este de Los Ángeles (Just Another Band from East L.A.), 1978
- How Will the Wolf Survive?, 1984
- By the Light of the Moon, 1987
- La Pistola y el Corazón, 1988
- The Neighborhood, 1990
- Kiko, 1992
- Papa's Dream, 1995
- Colossal Head, 1996
- This Time, 1999
- Good Morning Aztlán, 2002
- The Ride, 2004
- The Town and the City, 2006
- Los Lobos Goes Disney, 2009
- Tin Can Trust, 2010
- Gates of Gold, 2015
- Llegó Navidad, 2019
- Native Sons, 2021

### Álbumes en vivo
- Live at the Fillmore, 2005
- Acoustic en Vivo, 2005
- Kiko Live, 2012 (grabado el 24 de febrero del 2006 en House of Blues, San Diego)
- Disconnected in New York City, 2013

### Compilaciones
- Just Another Band from East L.A. – A Collection, 1993
- El Cancionero Más y Más, 2000 (caja recopilatoria)
- Wolf Tracks: The Best of Los Lobos, 2006

### EPs
- ...And a Time to Dance, 1983
- Ride This – The Covers EP, 2004

### Sencillos
| Año                                                 | Sencillo                     | Posición más alta en las listas | Posición más alta en las listas | Posición más alta en las listas | Posición más alta en las listas | Posición más alta en las listas | Posición más alta en las listas | Posición más alta en las listas | Posición más alta en las listas | Posición más alta en las listas | Posición más alta en las listas | Posición más alta en las listas | Certificaciones | Álbum                                        |
| Año                                                 | Sencillo                     | AUS                             | BEL                             | CAN                             | ESP                             | FRA                             | IRE                             | NED                             | NZ                              | SUI                             | UK                              | US                              | Certificaciones | Álbum                                        |
| --------------------------------------------------- | ---------------------------- | ------------------------------- | ------------------------------- | ------------------------------- | ------------------------------- | ------------------------------- | ------------------------------- | ------------------------------- | ------------------------------- | ------------------------------- | ------------------------------- | ------------------------------- | --------------- | -------------------------------------------- |
| 1981                                                | "Under the Boardwalk"        | —                               | —                               | —                               | —                               | —                               | —                               | —                               | —                               | —                               | —                               | —                               |                 | Canción no aparecida en un álbum             |
| 1981                                                | "Farmer John"                | —                               | —                               | —                               | —                               | —                               | —                               | —                               | —                               | —                               | —                               | —                               |                 | Canción no aparecida en un álbum             |
| 1983                                                | "Ay Te Dejo en San Antonio"  | —                               | —                               | —                               | —                               | —                               | —                               | —                               | —                               | —                               | —                               | —                               |                 | ...and a Time to Dance                       |
| 1984                                                | "Let's Say Goodnight"        | —                               | —                               | —                               | —                               | —                               | —                               | —                               | —                               | —                               | —                               | —                               |                 | ...and a Time to Dance                       |
| 1984                                                | "Don't Worry Baby"           | —                               | —                               | —                               | —                               | —                               | —                               | —                               | —                               | —                               | 57                              | —                               |                 | How Will the Wolf Survive?                   |
| 1984                                                | "Will the Wolf Survive"      | —                               | —                               | —                               | —                               | —                               | —                               | 38                              | —                               | —                               | —                               | 78                              |                 | How Will the Wolf Survive?                   |
| 1987                                                | "Shakin' Shakin' Shakes"     | —                               | —                               | —                               | —                               | —                               | —                               | —                               | —                               | —                               | —                               | —                               |                 | By the Light of the Moon                     |
| 1987                                                | "Set Me Free (Rosa Lee)"     | —                               | —                               | —                               | —                               | —                               | —                               | —                               | 45                              | —                               | 99                              | —                               |                 | By the Light of the Moon                     |
| 1987                                                | "Come On, Let's Go"          | 22                              | 13                              | 25                              | 9                               | —                               | 9                               | 24                              | 14                              | 22                              | 18                              | 21                              |                 | La Bamba (soundtrack)                        |
| 1987                                                | "La Bamba"                   | 1                               | 2                               | 1                               | 1                               | 1                               | 1                               | 2                               | 1                               | 1                               | 1                               | 1                               | - CAN: Platino  | La Bamba (soundtrack)                        |
| 1988                                                | "Donna"                      | 98                              | 27                              | —                               | —                               | 29                              | —                               | —                               | 32                              | 26                              | 83                              | —                               |                 | La Bamba (soundtrack)                        |
| 1988                                                | "One Time, One Night"        | —                               | —                               | —                               | —                               | —                               | —                               | —                               | —                               | —                               | —                               | —                               |                 | By the Light of the Moon                     |
| 1990                                                | "Down on the Riverbed"       | —                               | —                               | —                               | —                               | —                               | —                               | —                               | —                               | —                               | —                               | —                               |                 | The Neighborhood                             |
| 1991                                                | "Bertha"                     | —                               | —                               | —                               | —                               | —                               | —                               | —                               | —                               | —                               | —                               | —                               |                 | Deadicated: A Tribute to the Grateful Dead   |
| 1992                                                | "Bella Marie de Mi Alma"     | —                               | —                               | —                               | —                               | —                               | —                               | —                               | —                               | —                               | —                               | —                               |                 | Just Another Band from East LA: A Collection |
| 1992                                                | "Reva's House"               | —                               | —                               | —                               | —                               | —                               | —                               | —                               | —                               | —                               | —                               | —                               |                 | Kiko                                         |
| 1992                                                | "Kiko and the Lavender Moon" | —                               | —                               | —                               | —                               | —                               | —                               | —                               | —                               | —                               | —                               | —                               |                 | Kiko                                         |
| 2000                                                | "Cumbia Raza"                | —                               | —                               | —                               | —                               | —                               | —                               | —                               | —                               | —                               | —                               | —                               |                 | This Time                                    |
| "—" denota que la canción no apareció en las listas |                              |                                 |                                 |                                 |                                 |                                 |                                 |                                 |                                 |                                 |                                 |                                 |                 |                                              |